# أمريكيون هولنديون
الأمريكيون الهولنديون  هم أميركيون من ذوي أصل هولندي جاء أسلافهم من هولندا في الماضي القريب أو البعيد. وعن قصد أو غير قصد، وعادة ما يحتفظون بصلات مع تراثهم الهولندي بحمل نسب اسم عائلي هولندي، مثلا، أو بالانتساب إلى جماعة محلية. بدأ الاستيطان الهولندي في الأميركتين من عام 1613 بمستعمرة نيو أمستردام التي تم تبديلها لسورينام مع البريطانيين بمعاهدة بريدا (1667) وتغيير اسمها إلى نيويورك. قسم البريطانيون مستعمرة نيو نذرلاند إلى قسمين وسماهما نيويورك ونيوجيرسي. ثم جاء أمواج متتالية في القرنين التاسع عشر والعشرين.
أبرز الشخصيات السياسية الأميركية من الأميركيين الهولنديين هم: رؤساء مارتن فان بيورين ووارن جي. هاردينغ وتيودور وفرانكلين روزفلت، وأعضاء مجلس الشيوخ الأمريكي فيليب سكايلر ونيكولاس فان دايك وهاملتون السمك وجون تان إيك ودانيال دبليو فوريس وآرثر فاندنبرغ وبيتر ج. فان وينكل وآلان سيمبسون وفريد طومسون, جون هوفن وكريستوفر فان هنا وهناك هولان. وزوج من الآباء المؤسسين للولايات المتحدة، اغبرت بنس،وون و جون جاي هما أيضا هولنديا الوسب. المحافظين جون هيكنلوبره من كولورادو وهارولد ج. هوفمان و توماس كين من نيو جيرسي وجورج بيل تيمرمان (الابن) من كارولينا الجنوبية و كورنيليوس فان وُلدوكلهم نت هم أيضا وُلدوا لأ أيضاسر أمريكية هولندية.
حسب دراسة المجتمع الأمريكي جري عام 2013 فهناك 4.5 مليون أميركي ذي نسب هولندي جزئي. اليوم، يسكن أغلبية الأميركيين الهولنديين في: ميشيغان, كاليفورنيا, مونتانا, مينيسوتا, نيويورك, ولاية ويسكونسن, ايداهو, يوتا, أيوا, أوهايو, ولاية فرجينيا الغربية, بنسلفانيا.

## تواجد هولندي في أراضي الولايات المتحدة الحالية

### استكشاف باكر

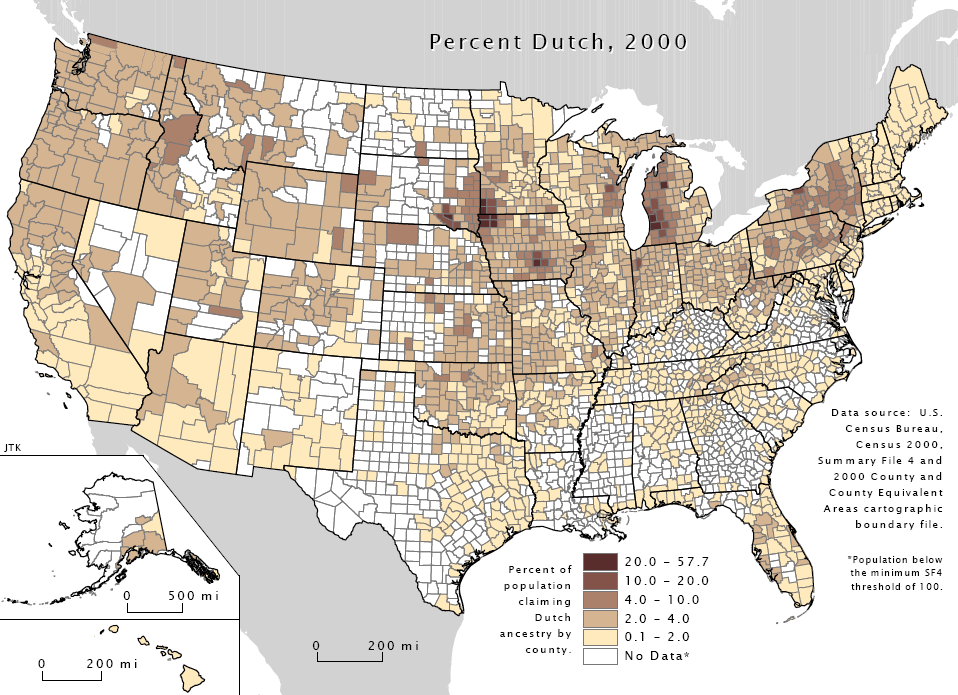
أهم المناطق حيث تواجد الأميركيين الهولنديين

في عام 1602، الحكومة الهولندية استأجرت شركة الهند الشرقية الهولندية (Vereenigde Oostindische Compagnie, VOC). أرسلت مستكشفين تحت قيادة هنري هدسون الذي وصل في عام 1609 وخطط ما هو معروف الآن باسم نهر هدسون. هدفهم الأول كان اكتشاف طريق بديل إلى القارة الآسيوية، ولكنهم وجدوا أراضي زراعية جيدة والكثير من الحيوانات البرية بدلا من ذلك.

### أقدم مستوطنات هولندية

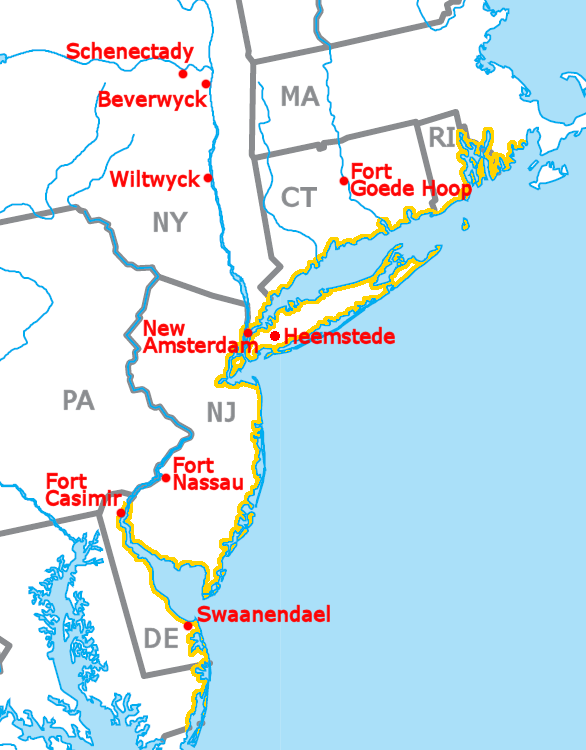
مستعمرات هولندية رئيسية في أميركا الشمالية